# Городу-герою Москве
Обели́ск «Москва — го́род-геро́й» — московский монумент, открытый 9 мая 1977 года на пересечении Кутузовского проспекта и Большой Дорогомиловской улицы в память об обороне города в 1941-м. Выполнен скульптором Александром Щербаковым по проекту архитекторов Григория Захарова и Зинаиды Чернышёвой.

## История

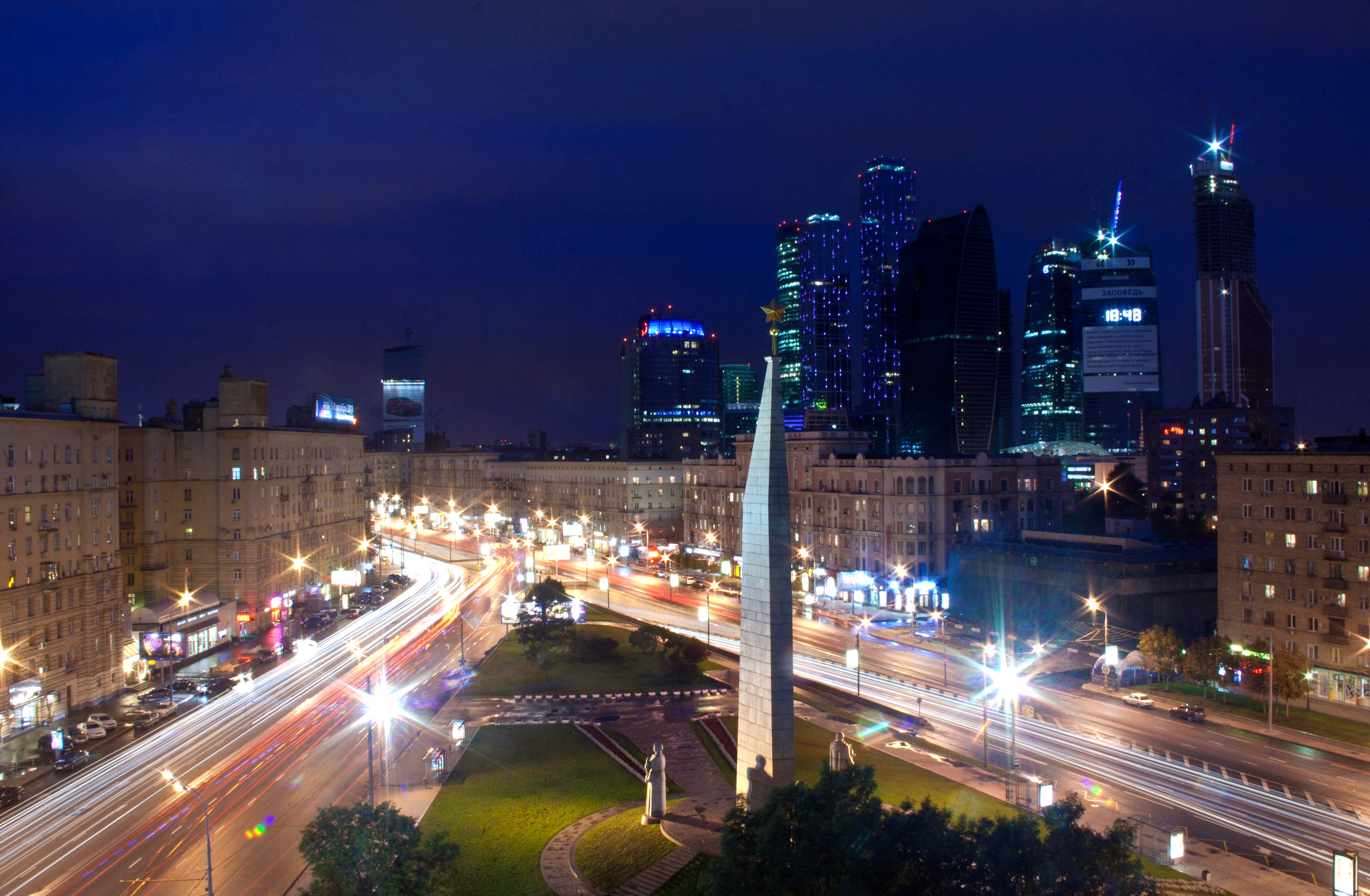
Обелиск в ансамбле Кутузовского проспекта, 2012 год

В ознаменование 20-летней годовщины победы в Великой Отечественной войне 8 мая 1965 года Президиум Верховного Совета СССР присвоил Москве почётное звание «Город-герой». Согласно положению, регулировавшему присуждение звания, в городе, удостоенном данной степени отличия, требовалось установить памятный обелиск с изображением ордена Ленина, медали «Золотая Звезда» и текстом соответствующего указа президиума Верховного Совета. В том же году член Московского городского комитета Николай Егорычев и председатель исполкома Моссовета Владимир Промыслов направили Первому секретарю ЦК КПСС Леониду Брежневу записку, в которой предлагалось начать строительство памятника на развилке Кутузовского проспекта и Большой Дорогомиловской улицы. Монумент решили установить на месте Дорогомиловской заставы. Обелиск планировалось возвести к 1967 году. Закладка обелиска была произведена 6 мая 1975 года, а торжественная церемония его открытия состоялась в день 32-й годовщины Победы 9 мая 1977 года.

## Художественные особенности
Спроектированный архитекторами Григорием Захаровым и Зинаидой Чернышёвой памятник выполнен скульптором Александром Щербаковым. Монументальная композиция расположена на небольшом одернованном искусственном холме с обходной овальной площадкой, к которой ведут три гранитные пандусные лестницы.
Памятник представляет собой сорокаметровый трапециевидный обелиск, облицованный светло-серым тёсаным гранитом. На его вершине расположена двухметровая пятиконечная золотая звезда — увеличенная копия одноимённой военной награды. На фасаде монумента, обращённом к западу — откуда пришли немецкие войска, помещён текст указа Президиума Верховного Совета СССР от 8 мая 1965 года о присвоении Москве звания «Город-герой», выполненный из накладных позолоченных бронзовых букв. Над ними в барельефе изображён бронзовый орден Ленина с позолотой. Обелиск окружают пятиметровые скульптуры солдата, рабочего и работницы, выполненные из гранита. Каждая из них установлена на отдельном постаменте.